# Алмаселяс
Алмасе́ляс (кат. Almacelles, вимовляється літературною каталанською [əɫmə'seʎəs], місцевою говіркою, яка входить до групи північно-західних діалектів каталанської мови, — [aɫma'seʎes]) — муніципалітет, розташований в Автономній області Каталонія, в Іспанії. Код муніципалітету за номенклатурою Інституту статистики Каталонії — 250194. Знаходиться у районі (кумарці) Саґрія (коди району — 33 та SI) провінції Лєйда, згідно з новою адміністративною реформою перебуватиме у складі Західної баґарії (округи). 

## Населення
Населення міста (у 2007 р.) становить 6.131 особа (з них менше 14 років — 13,3%, від 15 до 64 — 67,3%, понад 65 років — 19,4%). У 2006 р. народжуваність склала 60 осіб, смертність — 62 особи, зареєстровано 26 шлюбів. У 2001 р. активне населення становило 2.612 осіб, з них безробітних — 126 осіб.

Серед осіб, які проживали на території міста у 2001 р., 4.270 народилися в Каталонії (з них 3.885 осіб у тому самому районі, або кумарці), 1.158 осіб приїхало з інших областей Іспанії, а 195 осіб приїхало з-за кордону. 

Університетську освіту має 8,9% усього населення. 

У 2001 р. нараховувалося 1.885 домогосподарств (з них 16,8% складалися з однієї особи, 27,4% з двох осіб,22,6% з 3 осіб, 21,6% з 4 осіб, 7,7% з 5 осіб, 2,6% з 6 осіб, 0,7% з 7 осіб, 0,2% з 8 осіб і 0,3% з 9 і більше осіб).

Активне населення міста у 2001 р. працювало у таких сферах діяльності : у сільському господарстві — 20,4%, у промисловості — 13,1%, на будівництві — 17,5% і у сфері обслуговування — 49%. 

 У муніципалітеті або у власному районі (кумарці) працює 1.562 особи, поза районом — 1.209 осіб.

### Доходи населення
У 2002 р. доходи населення розподілялися таким чином :
| \| Доходи населення за статтями доходів \| Доходи населення за статтями доходів \| Доходи населення за статтями доходів \| \| Рік \| 2002 р. \| 2001 р. \| \| ------------------------------------ \| ------------------------------------ \| ------------------------------------ \| \| Заробітна платня \| 48,5% \| 48,8% \| \| Доходи від ведення бізнесу \| 36,9% \| 37,4% \| \| Соціальна допомога \| 14,6% \| 13,9% \| |         |         |
| Доходи населення за статтями доходів |         |         |
| Рік | 2002 р. | 2001 р. |
| Заробітна платня | 48,5%   | 48,8%   |
| Доходи від ведення бізнесу | 36,9%   | 37,4%   |
| Соціальна допомога | 14,6%   | 13,9%   |

### Безробіття
У 2007 р. нараховувалося 109 безробітних (у 2006 р. — 127 безробітних), з них чоловіки становили 33,9%, а жінки — 66,1%.

## Економіка
У 1996 р. валовий внутрішній продукт розподілявся по сферах діяльності таким чином :
| \| Валовий внутрішній продукт \| Валовий внутрішній продукт \| Валовий внутрішній продукт \| \| Рік \| 1996 р. \| 1991 р. \| \| -------------------------- \| -------------------------- \| -------------------------- \| \| Сільське господарство \| 23,7% \| 20,6% \| \| Промисловість \| 16% \| 25,2% \| \| Будівництво \| 13,6% \| 11,8% \| \| Послуги \| 46,7% \| 42,4% \| |         |         |
| Валовий внутрішній продукт |         |         |
| Рік | 1996 р. | 1991 р. |
| Сільське господарство | 23,7%   | 20,6%   |
| Промисловість | 16%     | 25,2%   |
| Будівництво | 13,6%   | 11,8%   |
| Послуги | 46,7%   | 42,4%   |

### Підприємства міста

#### Промислові підприємства
| \| Промислові підприємства міста, за сферою діяльності \| Промислові підприємства міста, за сферою діяльності \| Промислові підприємства міста, за сферою діяльності \| \| Рік \| 2002 р. \| 2001 р. \| \| --------------------------------------------------- \| --------------------------------------------------- \| --------------------------------------------------- \| \| Енергетичні та водні ресурси \| 5,5% \| 5,5% \| \| Хімія та метали \| 18,2% \| 20% \| \| Переробка металів \| 32,7% \| 32,7% \| \| Продукти харчування \| 10,9% \| 9,1% \| \| Текстиль \| 3,6% \| 3,6% \| \| Виробництво меблів, видання \| 27,3% \| 27,3% \| \| Інше \| 1,8% \| 1,8% \| \| Усього підприємств \| 55 \| 55 \| |         |         |
| Промислові підприємства міста, за сферою діяльності |         |         |
| Рік | 2002 р. | 2001 р. |
| Енергетичні та водні ресурси | 5,5%    | 5,5%    |
| Хімія та метали | 18,2%   | 20%     |
| Переробка металів | 32,7%   | 32,7%   |
| Продукти харчування | 10,9%   | 9,1%    |
| Текстиль | 3,6%    | 3,6%    |
| Виробництво меблів, видання | 27,3%   | 27,3%   |
| Інше | 1,8%    | 1,8%    |
| Усього підприємств | 55      | 55      |

#### Роздрібна торгівля
| \| Підприємства роздрібної торгівлі міста, за сферою діяльності \| Підприємства роздрібної торгівлі міста, за сферою діяльності \| Підприємства роздрібної торгівлі міста, за сферою діяльності \| \| Рік \| 2002 р. \| 2001 р. \| \| ------------------------------------------------------------ \| ------------------------------------------------------------ \| ------------------------------------------------------------ \| \| Продукти харчування \| 39,4% \| 38,6% \| \| Одяг та взуття \| 16,2% \| 17,8% \| \| Товари для дому \| 16,2% \| 14,9% \| \| Книги та періодичні видання \| 5,1% \| 5% \| \| Промислова хімічна продукція \| 10,1% \| 9,9% \| \| Продукція, пов'язана з транспортними засобами \| 6,1% \| 5,9% \| \| Інше \| 7,1% \| 7,9% \| \| Усього підприємств \| 99 \| 101 \| |         |         |
| Підприємства роздрібної торгівлі міста, за сферою діяльності |         |         |
| Рік | 2002 р. | 2001 р. |
| Продукти харчування | 39,4%   | 38,6%   |
| Одяг та взуття | 16,2%   | 17,8%   |
| Товари для дому | 16,2%   | 14,9%   |
| Книги та періодичні видання | 5,1%    | 5%      |
| Промислова хімічна продукція | 10,1%   | 9,9%    |
| Продукція, пов'язана з транспортними засобами | 6,1%    | 5,9%    |
| Інше | 7,1%    | 7,9%    |
| Усього підприємств | 99      | 101     |

#### Сфера послуг
| \| Підприємства міста, що працюють у сфері послуг, за діяльністю \| Підприємства міста, що працюють у сфері послуг, за діяльністю \| Підприємства міста, що працюють у сфері послуг, за діяльністю \| \| Рік \| 2002 р. \| 2001 р. \| \| ------------------------------------------------------------- \| ------------------------------------------------------------- \| ------------------------------------------------------------- \| \| Гуртова торгівля \| 13,2% \| 13,8% \| \| Готелі та готельний бізнес \| 14,5% \| 14,2% \| \| Транспорт та зв'язок \| 17,2% \| 16,8% \| \| Посередницькі фінансові послуги \| 3,5% \| 3,4% \| \| Послуги підприємствам \| 6,2% \| 5,6% \| \| Послуги фізичним особам \| 39,6% \| 39,2% \| \| Нерухомість та ін. \| 5,7% \| 6,9% \| \| Усього підприємств \| 227 \| 232 \| |         |         |
| Підприємства міста, що працюють у сфері послуг, за діяльністю |         |         |
| Рік | 2002 р. | 2001 р. |
| Гуртова торгівля | 13,2%   | 13,8%   |
| Готелі та готельний бізнес | 14,5%   | 14,2%   |
| Транспорт та зв'язок | 17,2%   | 16,8%   |
| Посередницькі фінансові послуги | 3,5%    | 3,4%    |
| Послуги підприємствам | 6,2%    | 5,6%    |
| Послуги фізичним особам | 39,6%   | 39,2%   |
| Нерухомість та ін. | 5,7%    | 6,9%    |
| Усього підприємств | 227     | 232     |

## Житловий фонд
У 2001 р. 3,2% усіх родин (домогосподарств) мали житло метражем до 59 м2, 26,9% — від 60 до 89 м2, 48,7% — від 90 до 119 м2 і
21,2% — понад 120 м2.

З усіх будівель у 2001 р. 52,9% було одноповерховими, 33,4% — двоповерховими, 8,4
% — триповерховими, 3,2% — чотириповерховими, 1,2% — п'ятиповерховими, 0,3% — шестиповерховими,
0,3% — семиповерховими, 0,2% — з вісьмома та більше поверхами.

## Автопарк
| \| Автомобілі, зареєстровані у місті, за призначенням \| Автомобілі, зареєстровані у місті, за призначенням \| Автомобілі, зареєстровані у місті, за призначенням \| \| Рік \| 2006 р. \| 2005 р. \| \| -------------------------------------------------- \| -------------------------------------------------- \| -------------------------------------------------- \| \| Приватні автомобілі \| 67,7% \| 68,5% \| \| Мотоцикли \| 6,1% \| 5,6% \| \| Вантажівки \| 19,9% \| 20% \| \| Трактори \| 1,4% \| 1,4% \| \| Автобуси та ін. \| 4,8% \| 4,4% \| \| Усього автомобілів \| 4.318 шт. \| 4.213 шт. \| |           |           |
| Автомобілі, зареєстровані у місті, за призначенням |           |           |
| Рік | 2006 р.   | 2005 р.   |
| Приватні автомобілі | 67,7%     | 68,5%     |
| Мотоцикли | 6,1%      | 5,6%      |
| Вантажівки | 19,9%     | 20%       |
| Трактори | 1,4%      | 1,4%      |
| Автобуси та ін. | 4,8%      | 4,4%      |
| Усього автомобілів | 4.318 шт. | 4.213 шт. |

## Вживання каталанської мови
У 2001 р. каталанську мову у місті розуміли 97,4% усього населення (у 1996 р. — 98%), вміли говорити нею 82,2% (у 1996 р. — 
87,2%), вміли читати 77,4% (у 1996 р. — 83,3%), вміли писати 49
% (у 1996 р. — 52,4%). Не розуміли каталанської мови 2,6%.

## Політичні уподобання
У виборах до Парламенту Каталонії у 2006 р. взяло участь 2.437 осіб (у 2003 р. — 2.867 осіб). Голоси за політичні сили розподілилися таким чином:
| \| Вибори до Парламенту Каталонії \| Вибори до Парламенту Каталонії \| Вибори до Парламенту Каталонії \| \| Рік \| 2006 р. \| 2003 р. \| \| -------------------------------------- \| ------------------------------ \| ------------------------------ \| \| Конвергенція та Єднання (CiU) \| 40,8% \| 46,2% \| \| Соціалістична партія Каталонії (PSC) \| 28,4% \| 23,9% \| \| Народна партія (PP) \| 10,8% \| 9,2% \| \| Ініціатива за зелену Каталонію (IC) \| 6,1% \| 3,8% \| \| Республіканська лівиця Каталонії (ERC) \| 11,4% \| 16% \| \| Громадянська партія (C's) \| 0,7% \| 0% \| \| Інші \| 1,7% \| 0,9% \| |         |         |
| Вибори до Парламенту Каталонії |         |         |
| Рік | 2006 р. | 2003 р. |
| Конвергенція та Єднання (CiU) | 40,8%   | 46,2%   |
| Соціалістична партія Каталонії (PSC) | 28,4%   | 23,9%   |
| Народна партія (PP) | 10,8%   | 9,2%    |
| Ініціатива за зелену Каталонію (IC) | 6,1%    | 3,8%    |
| Республіканська лівиця Каталонії (ERC) | 11,4%   | 16%     |
| Громадянська партія (C's) | 0,7%    | 0%      |
| Інші | 1,7%    | 0,9%    |

У муніципальних виборах у 2007 р. взяло участь 2.993 особи (у 2003 р. — 3.080 осіб). Голоси за політичні сили розподілилися таким чином:
| \| Муніципальні вибори \| Муніципальні вибори \| Муніципальні вибори \| \| Рік \| 2007 р. \| 2003 р. \| \| -------------------------------------- \| ------------------- \| ------------------- \| \| Конвергенція та Єднання (CiU) \| 42,1% \| 36% \| \| Соціалістична партія Каталонії (PSC) \| 28,3% \| 28,4% \| \| Народна партія (PP) \| 2% \| 5,3% \| \| Ініціатива за зелену Каталонію (IC) \| 16,2% \| 9,2% \| \| Республіканська лівиця Каталонії (ERC) \| 5,8% \| 14,4% \| \| Громадянська партія (C's) \| 0% \| 0% \| \| Інші \| 5,6% \| 6,6% \| |         |         |
| Муніципальні вибори |         |         |
| Рік | 2007 р. | 2003 р. |
| Конвергенція та Єднання (CiU) | 42,1%   | 36%     |
| Соціалістична партія Каталонії (PSC) | 28,3%   | 28,4%   |
| Народна партія (PP) | 2%      | 5,3%    |
| Ініціатива за зелену Каталонію (IC) | 16,2%   | 9,2%    |
| Республіканська лівиця Каталонії (ERC) | 5,8%    | 14,4%   |
| Громадянська партія (C's) | 0%      | 0%      |
| Інші | 5,6%    | 6,6%    |